# Ferdinand Kaczor

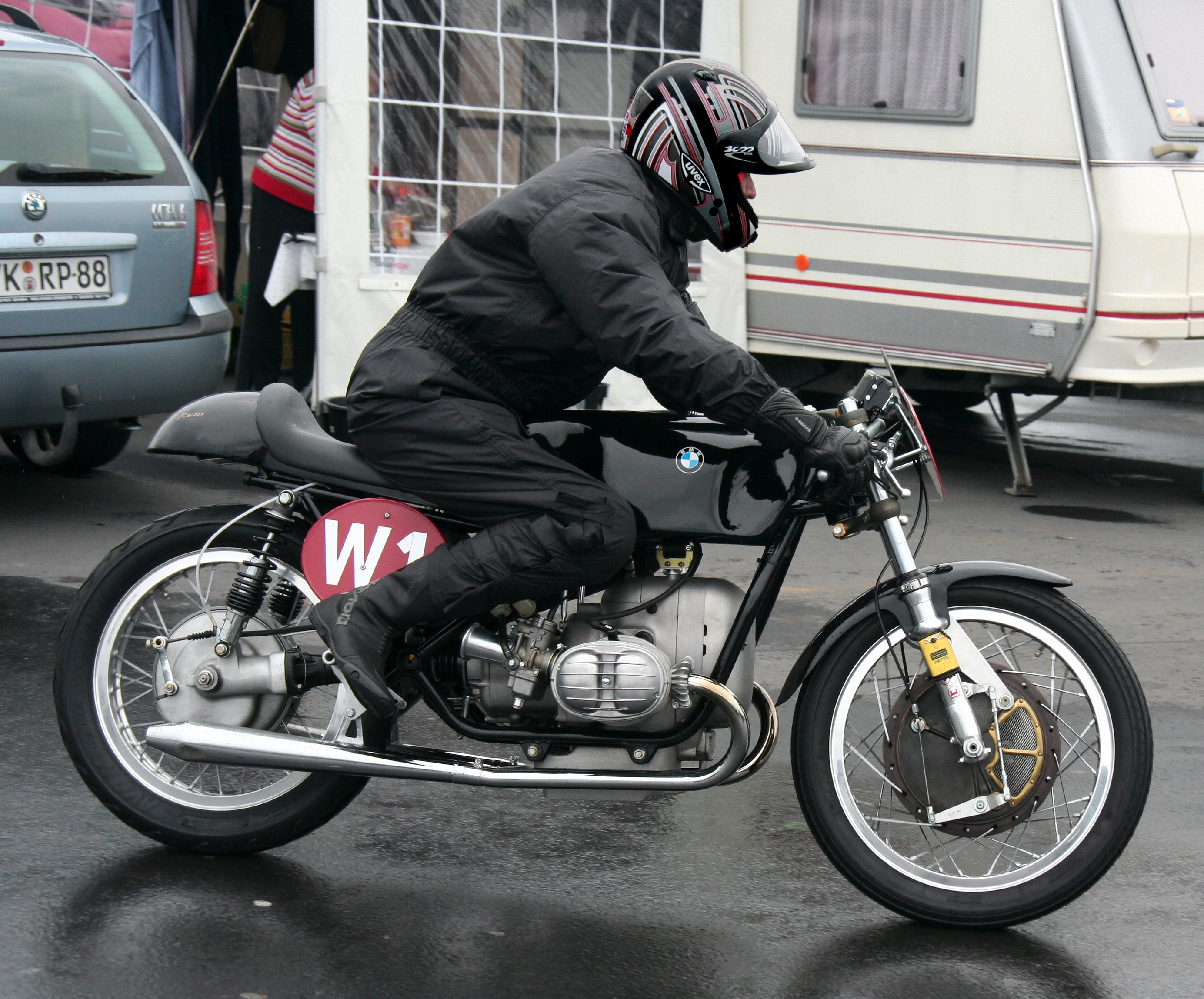
Kaczor-BMW 2007 im Fahrerlager des Nürburgrings

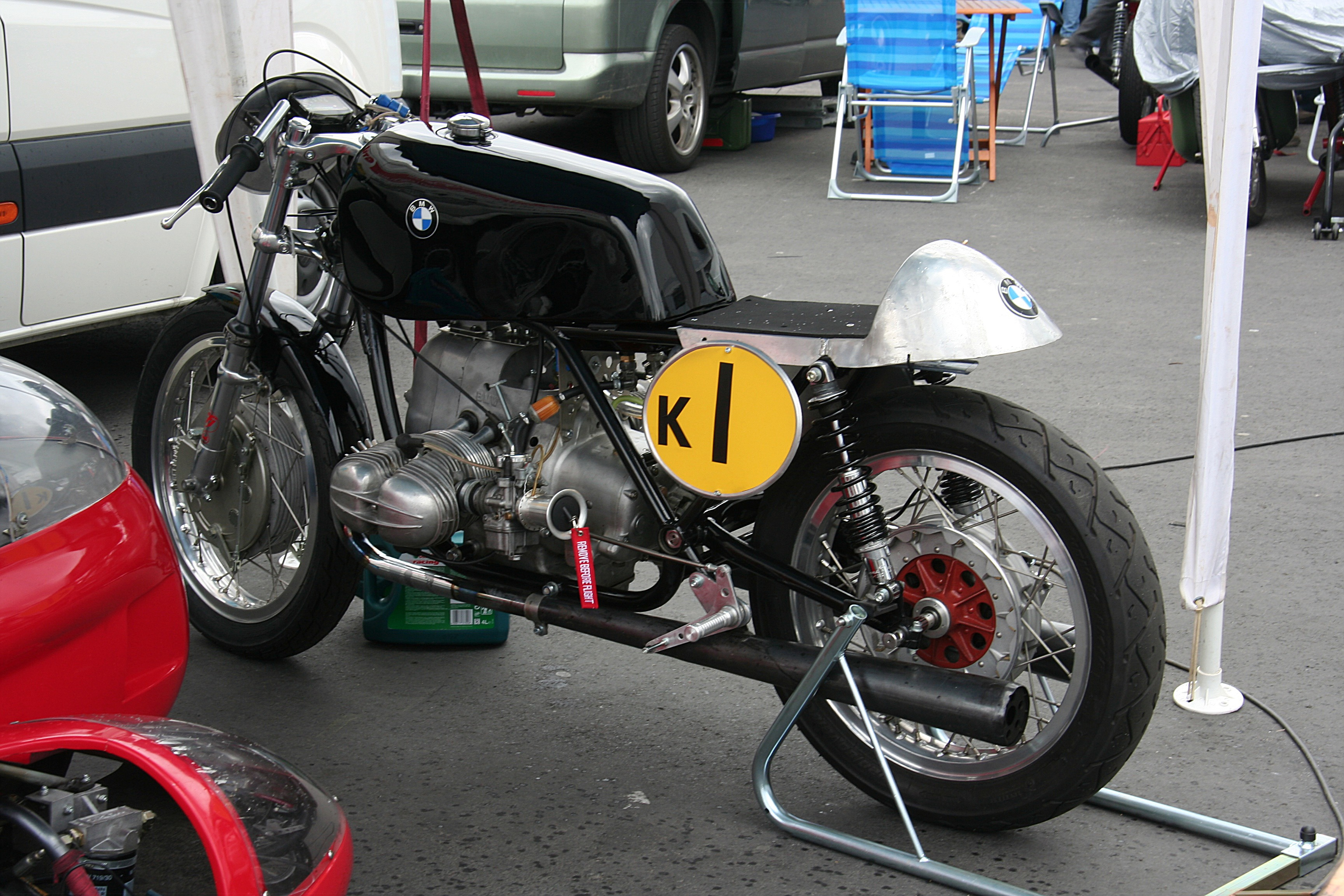
Kaczor-BMW beim Oldtimer Festival 2008 auf dem Nürburgring

Ferdinand Kaczor (* 1940 oder 1941 in Altheim bei Landshut; † 20. Juni 1970 in Ziersdorf, Österreich) war ein deutscher Motorradrennfahrer und Konstrukteur.

## Leben und Karriere
Nach der Schulzeit machte Kaczor eine Schlosserlehre, beschäftigte sich als Jugendlicher in der Freizeit mit Modellsegelflugzeugen und fand bald Spaß an Motorrädern. Zunächst hatte er eine 125er, der bald eine 500-cm³-BMW folgte. Während seiner Bundeswehrzeit bei den Luftwaffen-Pionieren in Diepholz konstruierte er sein erstes Fahrwerk für die BMW mit Zweizylinderboxermotor. Vorbild war der McIntyre-Rahmen der A.J.S.- und Matchless-Maschinen.
1965 baute er diesen Rahmen und fuhr wie auch Rupert Bauer damit Rennen. Den Motor tunte er selbst. Seine Motorräder waren erfolgreich, sodass er 1968 in der Versuchsabteilung von BMW angestellt wurde. Kaczor zählte zu dieser Zeit zu den deutschen Spitzenfahrern. Beim ADAC-Eifelrennen im April 1969 auf der Nordschleife des Nürburgrings belegte er mit seiner BMW in der Klasse bis 500 cm³ hinter Karl Hoppe auf URS Platz zwei. Sein Rückstand betrug 34,6 Sekunden, die Durchschnittsgeschwindigkeit 128,55 km/h. Am 7. September 1969 unterbot er mit seiner BMW mit Zweizylinder-Stoßstangenmotor den Nürburgringrekord, den John Surtees mit einer Vierzylinder-MV-Agusta aufgestellt hatte.
1970 gab es eine kurze Zusammenarbeit mit Friedel Münch. Kaczor erreichte mit der 125 PS starken Renn-Münch, die einen Weltrekord aufstellen sollte, auf Anhieb 284 km/h. Dieser Geschwindigkeit hielten die Reifen jedoch nicht stand, sodass das Projekt aufgegeben wurde. Kaczor hatte bei Münch auch als Konstrukteur mitgearbeitet, verließ das Team aber bald, um auf einer 350er Yamaha Rennen zu fahren.
Am 20. Juni 1970 verunglückte Kaczor beim Training zu einem Rennen in Ziersdorf tödlich. Er war 29 Jahre alt.